# The Oklahoman (quotidiano)
The Oklahoman è un quotidiano statunitense fondato a Oklahoma City nel 1889.

## Storia
Fondato nel 1889 da Sam Small come The Daily Oklahoman, nel 1903 fu acquistato da Edward K. Gaylord. Rimase nelle mani del gruppo OPUBCO della famiglia Gaylord sino al 2011, anno in cui fu ceduto ad Anschutz Corporation. Nell'ottobre 2003 assunse la denominazione attuale.
Nel 2018 Anschutz cedette a sua volta la testata a GateHouse Media per 12,5 milioni di dollari.

## Riconoscimenti
Nel 1939 The Daily Oklahoman si è aggiudicato il Premio Pulitzer per la miglior vignetta editoriale.